# Agricultura em Santa Catarina
A agricultura em Santa Catarina é uma das principais atividades econômicas desse estado brasileiro. O setor de agropecuária é correspondente a 13,6% da população economicamente ativa. A agricultura é alvo de diversificação e exploração de fazendas de menor porte. Entre 1982 e 1983, as enchentes vitimaram Santa Catarina, cujo resultado era de prejuízos de mais de Cr$ 900 bilhões. Novas enchentes em 1984 e a força de uma seca em 1985-1986 causaram o castigo da economia e da população.
Santa Catarina era, em 2016, o maior produtor nacional de maçã e cebola, o segundo maior produtor de pêra, fumo, arroz e palmito, o terceiro maior produtor de erva-mate, alho e cevada, o quarto maior produtor de banana e quinto maior produtor de uva e trigo.
Em 2012, a produção de milho em Santa Catarina foi de 2.870.450 t, sendo o oitavo maior estado brasileiro produtor de milho. A mandioca é outra principal riqueza produzida pelo estado (529.648 t) e sua presença se espalha pela totalidade do seu território. Como referência cultural, o ramo de café aparece no brasão de Santa Catarina porque antes era cultivado no litoral.
Em 2012, Santa Catarina foi o sexto estado brasileiro que mais produziu feijão (115.719 t), o primeiro que mais produziu cebola (376.603 t), o primeiro que mais produziu alho (19.315) e o segundo que mais produziu fumo (237.213 t). Santa Catarina também produz arroz, cana-de-açúcar, soja, trigo, tomate e batata-inglesa.
Frutas que só crescem em clima temperado, como maçãs, ameixas, pêssegos, nectarinas e uvas, se cultivam em Santa Catarina. Em 2012, Santa Catarina foi o primeiro estado que mais produziu maçãs no Brasil (659.756 t) e o quinto que mais produziu uva (71.019 t).

## Reforma agrária
Em Santa Catarina, o fato de o homem vincular-se à Terra tem se tornado num fato que marcou, com as pequenas fazendas efetivamente empossadas por grande parte das famílias. Também tem importância, as grandes fazendas que se formaram, principalmente, nos campos planálticos, em áreas de litoral onde a ocupação não era obediente aos esquemas dos modelos colonizatórios.
Com o passar do tempo, e com o fato de que foram consolidadamente empossadas e ocupadas novas áreas, tem aumentado grandemente o número de "unidades de exploração agropecuária". Em 1950, houve o registro de 104 429 estabelecimentos agropecuários localizados no estado. Em 1965, de acordo com o IBRA (atual INCRA), havia 245 804 estabelecimentos agropecuários. Totalizando esse número, 216 306 unidades de exploração agropecuária se incluíram na categoria de "minifúndios", com área média por volta de 15 hectares.
Tem se notado a rapidez do resultado de "parcelar" fazendas. Isso gerou situações de grande delicadeza, e que são referentes aos fenomenais minifúndios antieconômicos, ou seja, quanto à grande fazenda traz dificuldade ao fato de que seja formada a suficiência de renda para dar sustento às famílias do campo. E, quando a renda tem pouca quantidade, por unidade de exploração, torna-se uma dificuldade a melhoria das condições de produzir alimentos na terra, por meio de novas tecnologias agrícolas que, geralmente, são caras e exigentes em investir dinheiro.
A renda baixa, decorrente da impossível elevação do nível de produzir alimentos na terra, para plantar gado, paralelamente no fato de aumentar o número de pessoas que dependem da unidade de exploração, tem como resultado, um desequilíbrio. A ameaça de que o campo rural se torne mais pobre dá condicionamento ao fenômeno chamado de desruralização. A desruralização ou "êxodo rural" também verificável desde as grandes fazendas, principalmente nas mais enfáticas na pecuária, quando estas têm se mantidas sob condições "extensivas". A pecuária extensiva, que se caracteriza pelo gado espacialmente móvel, do que aquilo que tem resultado em poucas cabeças por hectare, tem muita frequência ainda em Santa Catarina, e não tem capacidade para a dilatação de inúmeros serviços para a absorção do crescimento da população.
A desruralização, também, pode ter resultado de que o homem tem progredido tecnicamente nas atividades do setor primário. E, sendo dessa forma, a mão de obra a ser liberada tem o poder de interpretação não como um sintoma de "ser decadente", mas de se desenvolver.
Qualquer dimensão das fazendas tem o poder da força de geração do fato de que populações a elas vinculadas se desloquem como terá o poder de preservação de numerosos trabalhadores rurais, A maioria dos fatores tem atuação. Na maioria das propriedades, que já se consideram como minifúndios antieconômicos, podem ser atingidas por serem desenvolvidas, mediante alterações técnicas na determinação de operações.
A lavoura do fumo, por exemplo, que se orienta por tecnologia, foi o fator responsável pelo restabelecimento do nível de renda que satisfez a maioria das propriedades. A criação intensiva de suínos e de aves de curral também fizeram com que as pequenas fazendas ganhassem muito dinheiro.
A situação problemática, portanto, da desruralização, que se originou da propriedade dimensionada, deve se considerar por outros ângulos influentes no fato de se obter mais ou menos dinheiro por unidade de exploração agrária.
Assistência creditícia e os trabalhos de orientar e controlar da produção, aumentar o fato de a terra ser produtiva mediante o trabalho de fertilizar e adubar, estabilizar de mercados, ser capaz de armazenar a excedência de safras excedentes ou morosidade do escoamento, são fatos de muita importância que servem para a explicação dos problemas e das soluções agrárias.